# Спомен-костурница (Рогатица)
Спомен костурница погинулим српским и црногорским војницима у борбама за ослобођење 1914. године у срезу Рогатичком а налази се поред јужног улаза у град Рогатицу, на узвишењу које доминира изнад Рогатице, па се од саме капеле пружа поглед на комплетну околину самог града. Спомен костурница је подигнута у знак сјећања на војнике изгинуле 1914. године на брду Витњу и ширем подручју Гласинца, и представља симбол борбе народа против окупатора и тежњу за слободом.

## Историјат
Удружена српско-црногорска војска под командом Јанка Вукотића, пробила се на територију Аустроугарске и успјела је да 27. септембра 1914. године ослободи Рогатицу, Соколац и Хан Пијесак, након више вијекова и година ропства овог народа, под прво Османским царством, а онда и Аустроугарском монархијом.
У Рогатици је као срески начелник од 1930. до 1933. године службовао Душан Костић, који је документовао догађаје везане за историју рогатичког краја, између осталог описао и само ослобођење Рогатице. За вријеме свога службовања, обилазећи сав Рогатички срез, пронашао је велики број гробова палих војника, од којих су неки били обиљежени крстовима, док је био и велики број оних који нису имали никакво знамење. Управо је из тог разлога, Костић покренуо иницијативу, да се кости свих знаних и незнаних јунака, сакупе и сахране у једну спомен костурницу. Спомен костурница у Рогатици је освјештана 2. августа 1931. године, на празник Светог Илије. Овом догађају је око 6.000 грађана рогатичког краја, присуствовао и краљев изасланик. У спомен костурници почивају посмртни остаци 59 идентификованих лица, као и велики број некомплетних скелета.